# Monohelea affinis
Monohelea affinis är en tvåvingeart som beskrevs av Felippe-bauer 1991. Monohelea affinis ingår i släktet Monohelea och familjen svidknott. Inga underarter finns listade i Catalogue of Life.